# بيتين (أورينسي)
بلدية بيتين (بالإسبانية: Petín) هي بلدية تقع في مقاطعة أورينسي التابعة لمنطقة غاليسيا شمال غرب إسبانيا.

## الديموغرافيا
بلغ عدد سكان بلدية بيتين 1.008 نسمة عام 2011 (وفقاً للمعهد الوطني للإحصاء الإسباني).
| 1.187 | 1.156 | 1.125 | 1.088 | 1.066 | 1.030 | 1.008 |